# باغ گیاه‌شناسی کویشیکاوا
باغ گیاه‌شناسی کویشیکاوا (به ژاپنی: 小石川植物園, Koishikawa Shokubutsu-en) یا
(Botanical Gardens, Graduate School of Science, the University of Tokyo) یکی از باغ‌های گیاه‌شناسی توکیو پایتخت ژاپن است. این باغ وابسته به دانشگاه توکیو است ولی بازدید از آن برای عموم آزاد است. قدیمی‌ترین باغ گیاه‌شناسی در ژاپن به‌شمار می‌آید. افتتاح آن در سال ۱۶۸۴ میلادی در دوره ادو و به منظور ایجاد یک محل تفریحی و سبز برای مردم شهر بوده است اما در زمان هشتمین شوگون‌سالار دورهٔ ادو در تمامی باغ گیاهان داروئی کاشته می‌شد. در سال ۱۷۲۲ درمانگاهی برای درمان بیماران فقیر به نام درمانگاه کویشیکاوا در داخل باغ ایجاد شد. داستان ایجاد این درمانگاه توسط کارگردان نامدار ژاپن آکیرا کوروساوا در فیلم ریش قرمز انعکاس یافته است. در سال ۱۸۷۷ پس از افتتاح دانشگاه توکیو این باغ به عنوان یکی از مرکز وابسته به این دانشگاه و در جهت پژوهش‌های گیاه‌شناسی مورد استفاده قرار گرفت و هم‌زمان بازدید آن برای عموم نیز آزاد اعلام شد.

## رسیدن به پارک
- متروی توئی، خط میتا، ایستگاه هاکوسان 白山駅 تا باغ ۱۰ دقیقه پیاده راه است.
- متروی توکیو، خط مارونواوچی ایستگاه میوگاتانی M 23 茗荷谷駅 تا باغ ۱۵ دقیقه راه است.

## نگارخانه

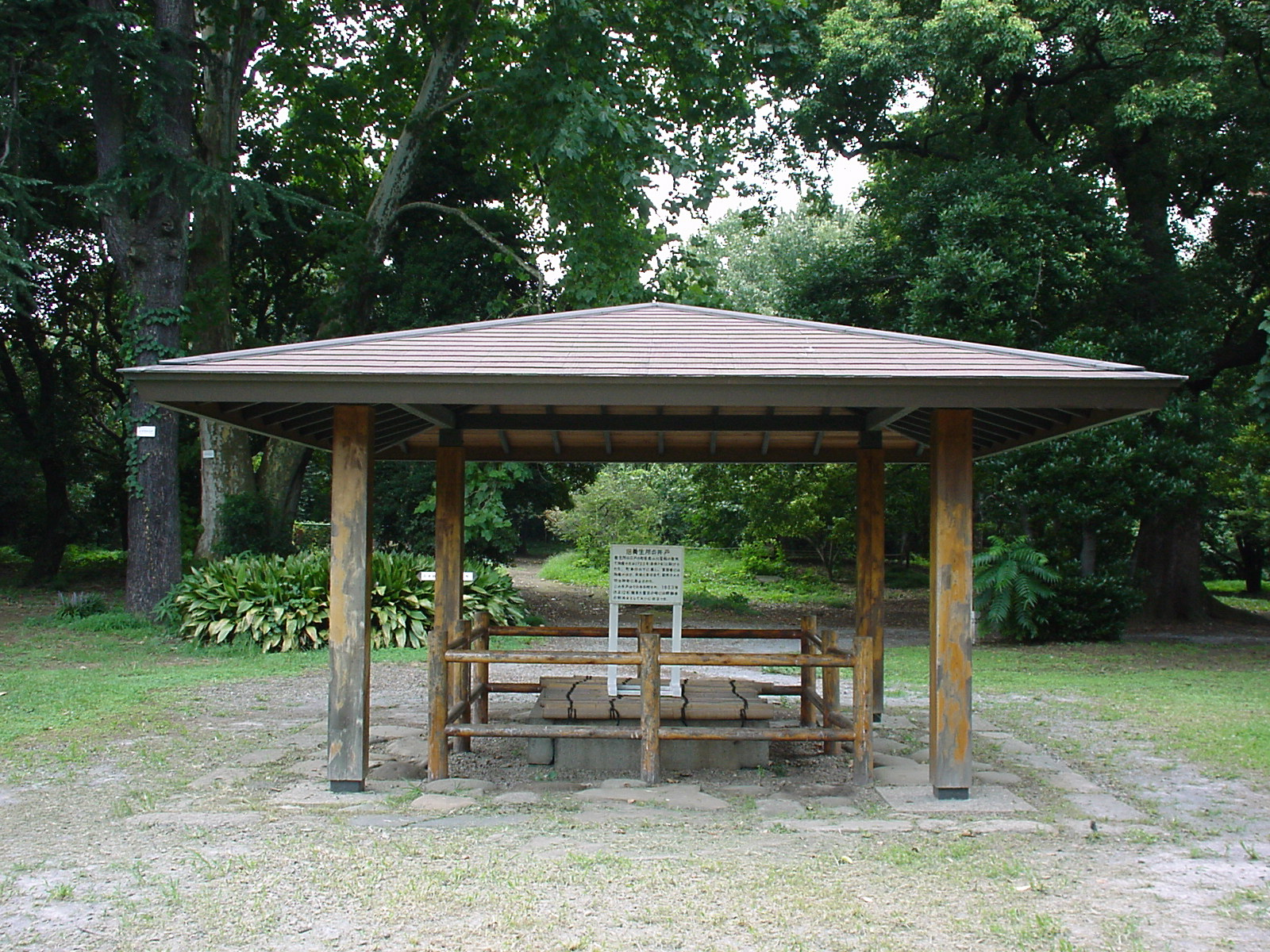
چاه آب در باغ
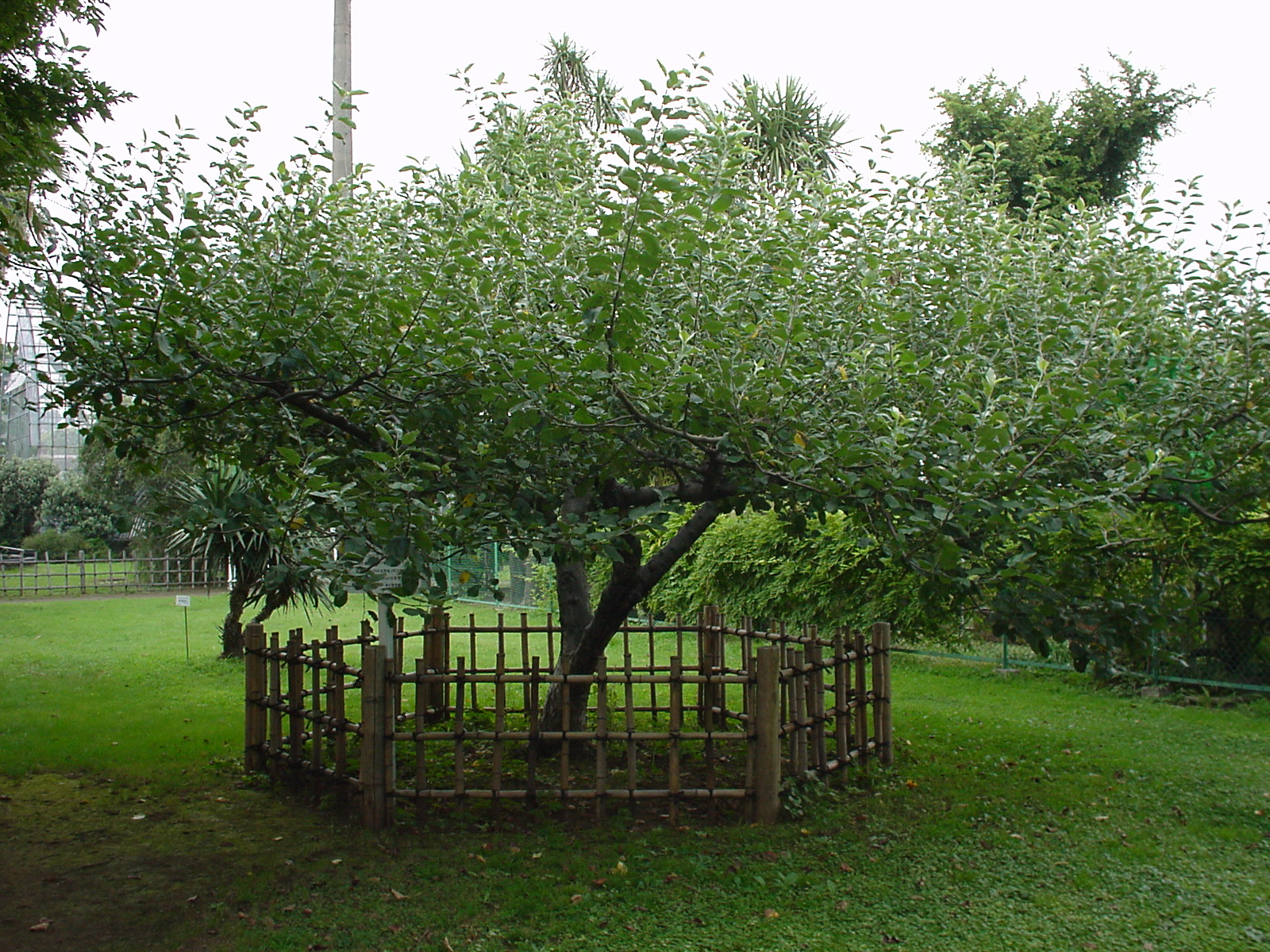
درخت سیب نیوتون
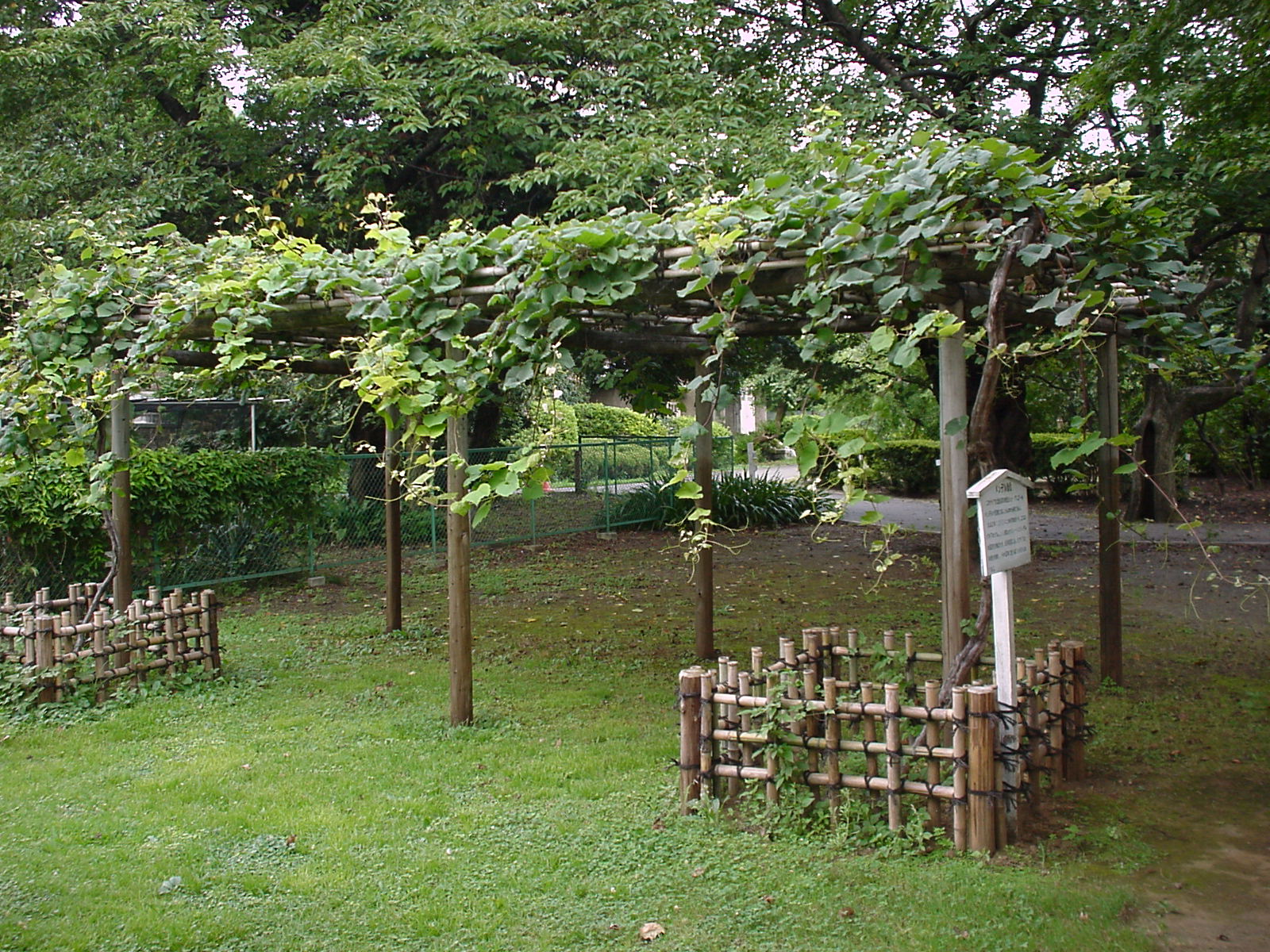
انگور مندل